# Pchli targ

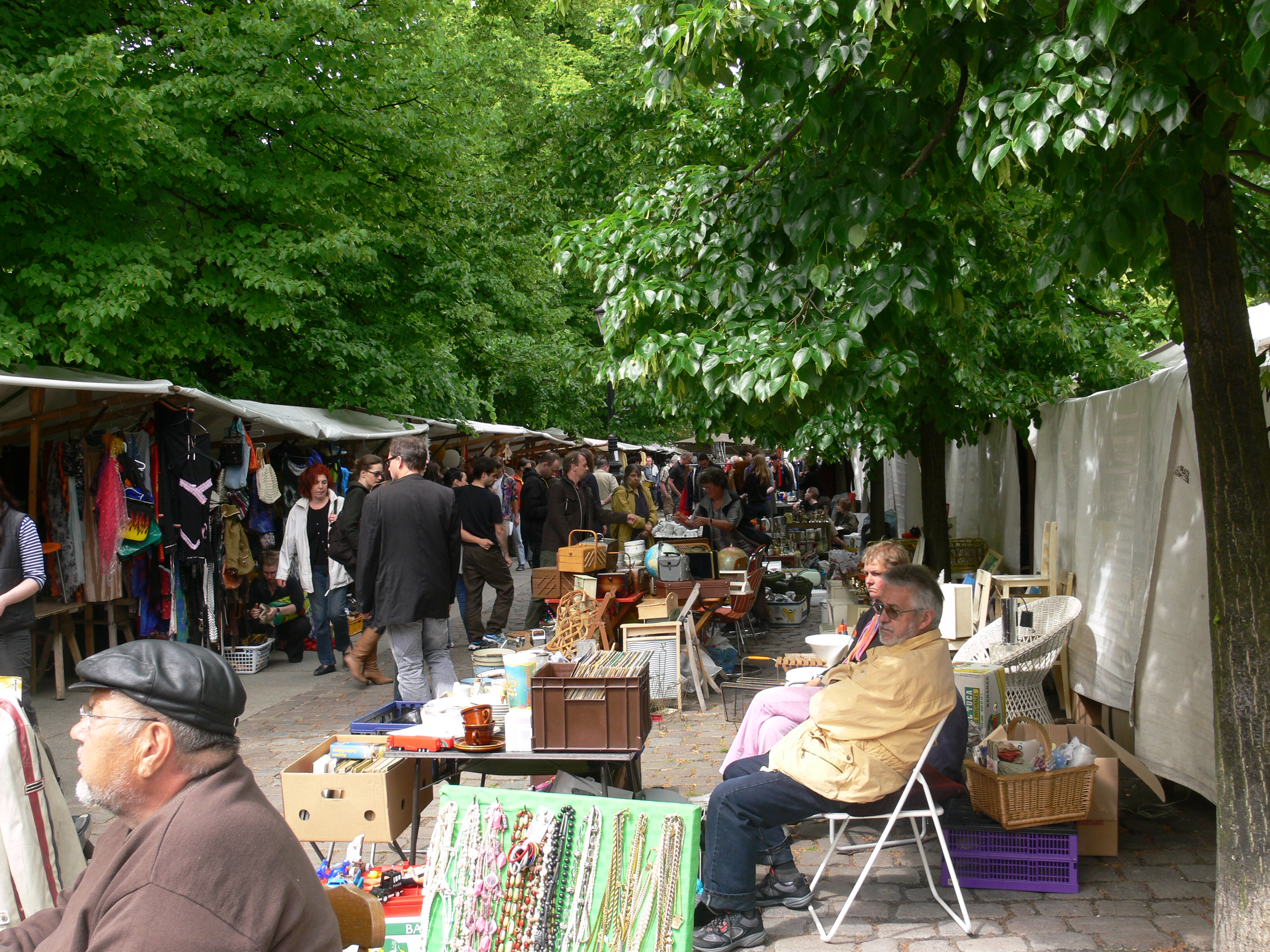
Pchli targ w Berlinie

Pchli targ (z fr. marché aux puces) – rodzaj bazaru, na którym można nabyć lub wymienić (transakcja wymienna) różne towary oraz produkty, głównie używane lub sprzedawane po niskich cenach. 

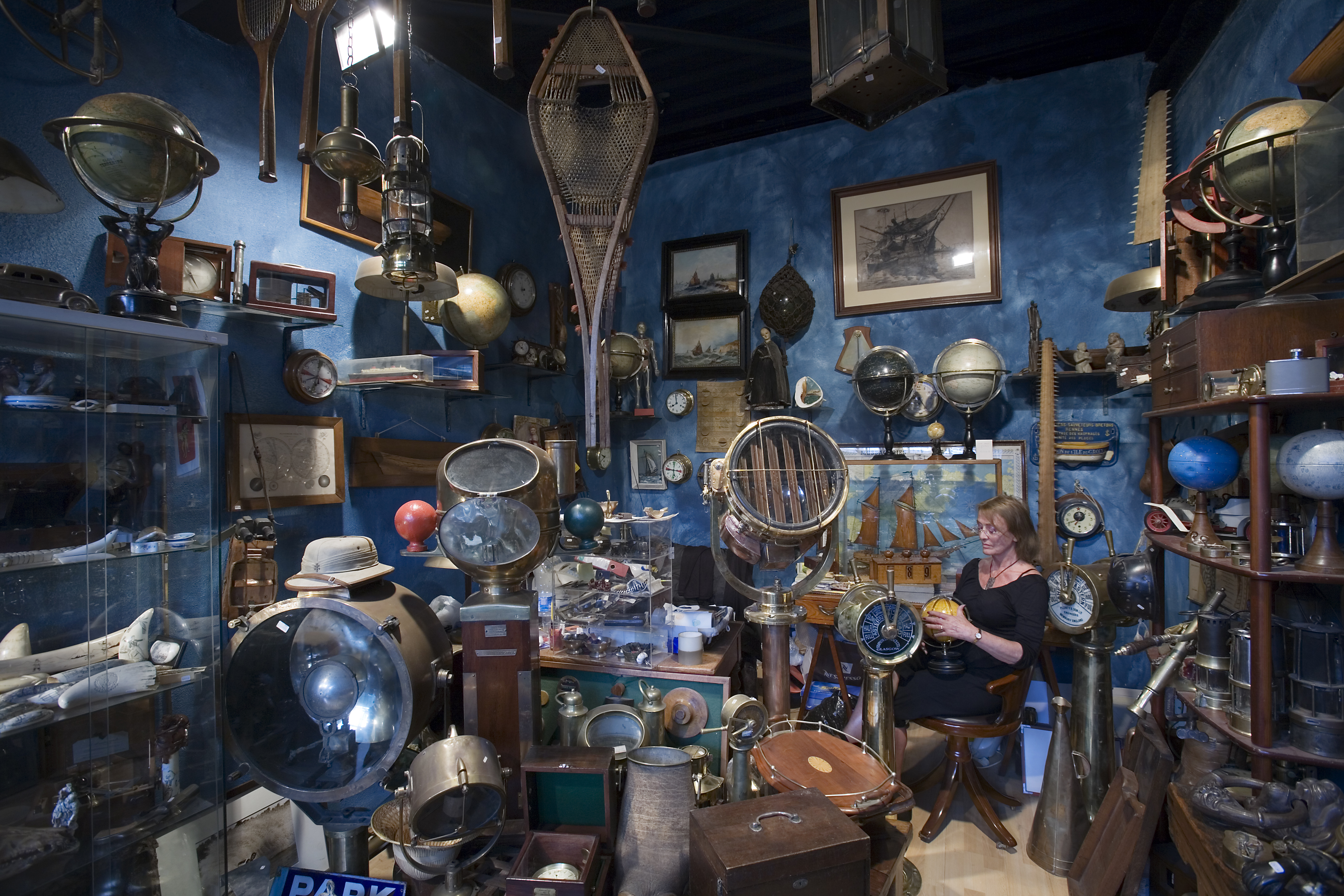
Sprzedawczyni sprzętu podróżnego w stylu vintage w Marché Dauphine w Paryżu

Pchli targ odbywa się najczęściej na otwartej przestrzeni (np. na placu lub w parku), jednakże zdarzają się również organizowane w pomieszczeniach zamkniętych. Zwykle mają one własną bazę gastronomiczną i często są organizowane wraz z różnymi imprezami masowymi, m.in. z festynami czy koncertami. Współcześnie artykułami często sprzedawanymi na pchlim targu, oprócz porcelany, książek, militariów i bibelotów, są ubrania (m.in. historyczne mundury), monety, a także biżuteria, podczas gdy dawniej filmy oraz gry komputerowe (często pirackie).
Określenie pochodzi prawdopodobnie od bazaru zwanego Marché aux puces (dosł. bazar z pchłami) położonego w Saint-Ouen na przedmieściach Paryża, założonego pod koniec XVII wieku. Na tym targowisku można było kupić rozmaite produkty po niewysokich cenach. Na powstanie nazwy mogła wpłynąć okoliczność, że na targach tego rodzaju dostrzegalny jest bardzo szybki obrót towarem, a także poruszanie się kupujących, co nasuwa porównanie do podobnej aktywności pcheł. Obecnie niektóre stacje telewizyjne w Wielkiej Brytanii, USA, Holandii, Kanadzie oraz Szwecji nadają programy wskazujące możliwość zakupu tam zabytków oraz antyków po niskich cenach.